# Tomohiro Ishii
Tomohiro Ishii (jap. 石井 智宏 Tomohiro Ishii; ur. 10 grudnia 1975 w Kawasaki) – japoński wrestler znany z występów w New Japan Pro Wrestling.

## Osiągnięcia
- Apache Pro-Wrestling Army
  - WEW Heavyweight Championship (1 raz)[5]
- Fighting World of Japan Pro Wrestling
  - Young Magma Tournament (2003)[6]
- New Japan Pro Wrestling
  - NEVER Openweight Championship (4 razy)[7]
- Pro Wrestling Illustrated
  - 110 miejsce na liście PWI 500 w 2015 roku[8]
- Pro Wrestling Zero1-Max
  - NWA International Lightweight Tag Team Championship (1 raz) – z Tatsuhito Takaiwa[9]
- Ring of Honor
  - ROH World Television Championship (1 raz)[10]
- Tenryu Project
  - Tenryu Project Six-Man Tag Team Championship (2 razy) – z Arashi i Suwama (1) oraz Arashi i Genichiro Tenryu (1)[11]
- Tokyo Sports
  - Outstanding Performance Award (2014)[12]
- Wrestle Association "R"
  - WAR International Junior Heavyweight Tag Team Championship (2 razy) – z Yuji Yasuraoka[13][6]
- Wrestling Observer Newsletter
  - 5 Star Match (2013) vs. Katsuyori Shibata z 4 kwietnia
  - 5 Star Match (2015) vs. Tomoaki Honma z 14 lutego
  - Best Brawler (2014, 2015)